# 우소쓰키BOY
우소쓰키BOY(일본어: ウソツキBOY, 거짓말쟁이 소년/우소츠키보이)는 대한민국 가수 선데이의 두 번째 일본 싱글 앨범이다. 2005년에 발매되었다. 타이틀곡은 《ウソツキBOY》(우소쓰키보이)이다. 한국에서는 미발매되었다.

## 수록곡
1. ウソツキBOY
2. Sweet Garden
3. ウソツキBOY (Instrumental)
4. Sweet Garden (Instrumental)